# Стефани Лорънс
Стефани Лорънс (на английски: Stephanie Laurens) е плодовита австралийска писателка в жанра исторически любовен роман.

## Биография
Родена е в Шри Ланка на 14 август 1943 г. Когато е на 5 години, семейството се мести в Мелбърн. От ранно детство е привлечена от времето на Регентството в английската история (началото на XIX в.) и чете много любовни романи. След гимназията завършва висше образование и получава докторска степен по биохимия.
След дипломирането си се омъжва и заедно със съпруга си заминават за Лондон. Започват да работят като научни специалисти в Кент през 1970 г. Заобиколени са от история – собствена къща, построена през XVI век, в съседство със защитени руини от ранна римска вила, а наблизо и замък от XIV век. След 4 години се завръщат в Австралия, където продължават да работи в областта на раковите изследвания, създавайки впоследствие и собствена изследователска лаборатория.
През 1989 г. решава да опита сама да пише. Първият ѝ любовен роман „Tangled Reins“ от поредицата „Регентство“ е публикуван през 1992 г. След успеха на книгите се посвещава изцяло на писателската си кариера. През 1997 г. пробива на американския пазар с романа „Captain Jack's Woman“ от поредицата „Клуб Бастион“.
Нейните произведения са предимно със сюжети във времето на Регентството в разни части на света – от Шотландия до Индия. Те са в списъците на бестселъри на „Ню Йорк Таймс“, „Пъблишърс Уикли“, „Уолстрийт джърнъл“ и „Ю Ес Ей Тудей“. Романите от поредицата „Синистър“ се определят като класика в жанра на регентския любовен роман.
Стефани Лорънс живее със семейството си в покрайнините на Мелбърн.

## Произведения

### Самостоятелни романи
- The Lady Risks All (2012)
- The Designs of Lord Randolph Cavanaugh (2018)

### Серия „Регентство“ (Regency)
1. Tangled Reins (1992)
2. Four in Hand (1993)
3. Impetuous Innocent (1994)
4. Fair Juno (1994)
5. A Comfortable Wife (1997)

### Серия „Сага за семейство Лестър“ (Lester Family Saga)
1. The Reasons for Marriage (1994)
2. A Lady of Expectations (1995)
3. An Unwilling Conquest (1996)

### Серия „Клуб Бастион“ (Bastion Club)
1. Captain Jack's Woman (1997)
2. The Lady Chosen (2003)
3. A Gentleman's Honor (2003)
4. A Lady of His Own (2004)
5. A Fine Passion (2005)
6. To Distraction (2006)
7. Beyond Seduction (2007)
8. The Edge of Desire (2008)
9. Mastered by Love (2009)

### Серия „Синстър“ (Cynster)
1. Devil's Bride (1998)
Годеницата на дявола, изд. „СББ Медиа“ (2015), прев. Ваня Пенева
2. A Rake's Vow (1998)
Чаровният прелъстител, изд. „СББ Медиа“ (2017), прев.
3. Scandal's Bride (1999)
Скандалната годеница, изд. „СББ Медиа“ (2018), прев. Ивайла Божанова
4. A Rogue's Proposal (1999)
5. A Secret Love (2000)
6. All About Love (2001)
7. All About Passion (2001)
8. The Promise in a Kiss (2001)
9. On a Wild Night (2002)
10. On a Wicked Dawn (2002)
11. The Perfect Lover (2003)
12. The Ideal Bride (2004)
13. The Truth about Love (2005)
14. What Price Love? (2006)
15. The Taste of Innocence (2007)
16. Where the Heart Leads (2008)
17. Temptation and Surrender (2009)

### Серия „Синстър Следващото поколение“ (Cynster Next Generation)
1. By Winter's Light (2014)
2. The Tempting of Thomas Carrick (2015)
3. A Match for Marcus Cynster (2015)
4. The Lady By His Side (2017)
5. An Irresistible Alliance (2017)
6. The Greatest Challenge Of Them All (2017)
7. A Conquest Impossible To Resist (2019)
8. The Inevitable Fall of Christopher Cynster (2020)

...

### Серия „Приключения“ (Adventurers)
1. The Lady's Command (2015)
2. A Buccaneer at Heart (2016)
3. The Daredevil Snared (2016)
4. Lord of the Privateers (2016)

### Серия „Дяволско сърце“ (Devil's Brood)
1. The Lady By His Side (2017)
2. An Irresistible Alliance (2017)
3. The Greatest Challenge Of Them All (2017)

### Серия „Каванас“ (Cavanaugh's)
1. The Designs of Lord Randolph Cavanaugh (2018)
2. The Pursuits Of Lord Kit Cavanaugh (2019)
3. The Beguilement of Lady Eustacia Cavanaugh (2019)
4. The Obsessions of Lord Godfrey Cavanaugh (2020)

### Новели
- Rose in Bloom (2011)
- Scandalous Lord Dere (2011)
- The Fall of Rogue Gerrard (2011)
- The Seduction of Sebastian Trantor (2012)
- Lost and Found (2012)
- A Return Engagement (2013)
- Melting Ice (2013)

### Сборници
- Rough Around the Edges (1998) – с Дий Холмс, Сюзън Джонсън и Ейлийн Уилкс
- Scottish Brides (1999) – с Кристина Дод, Джулия Куин и Карън Рани
- Regency Collection Volume 5 (1999) – с Паула Маршал
- The Regency Collection (1999) – със Силвия Андрю
- Secrets of a Perfect Night (2000) – с Виктория Алекзандър и Рейчъл Гибсън
- My Scandalous Bride (2004) – със Селесте Брадли, Кристина Дод и Лесли Ла Фой
- Hero, Come Back (2005) – с Елизабет Бойл и Кристина Дод
- „The Seduction of Sebastion Trantor“ в It Happened One Season (2008) – с Мери Балог, Джаки Д'Алесандро и Кандис Херн

### Документалистика
- The World of Stephanie Laurens (2011)